# Antonio Autiero
Antonio Autiero (* 28. Januar 1948 in Neapel) ist ein italienischer römisch-katholischer Theologe und Philosoph.

## Leben
Nach seiner Schulzeit in Neapel studierte Autiero von 1966 bis 1971 römisch-katholische Theologie an der Pontificia Facoltà teologica dell'Italia meridionale in Neapel und schloss mit der Licentia in S. Theologia ab. 1972 wurde er in Neapel zum Priester geweiht. Von 1973 bis 1975 absolvierte Autiero ein Promotionsstudium in Moraltheologie an der Päpstlichen Lateranuniversität in Rom; 1979 wurde er promoviert. Parallel zu Tätigkeiten als Lehrbeauftragter studierte Autiero von 1976 bis 1981 Philosophie an der Facoltà di Lettere e Filosofia des Istituto Universitario Orientale in Neapel; 1981 wurde er in Philosophie promoviert. Nach Forschungstätigkeiten in Deutschland als Stipendiat der Alexander von Humboldt-Stiftung (1983–1985) und Lehrtätigkeit an der Universität Bonn und Saarbrücken, war Autiero von 1991 bis 2013 Professor für Moraltheologie an der Katholisch-Theologischen Fakultät der Universität Münster. Von 1997 bis 2011 war er gleichzeitig Direktor des Centro per le Scienze Religiose in Trient. Autiero ist Unterzeichner des Memorandums „Kirche 2011: Ein notwendiger Aufbruch“.

## Schriften (Auswahl)
- Amore e coniugalità. Antropologia e teologia del matrimonio in Antonio Rosmini, Marietti, Turin 1980.
- Temi di bioetica. Nascere vivere morire, Ed. Dehoniane, Rom 1990.
- Das Fremde, Das Andere und Das Selbst. Provokationen an die theologische Ethik, Münster 1993.
- Mein Tod gehört mir. Der Sensenmann und seine Helfer. Wissenschaftliche Problemstudie, Bonn 1995.
- mit Mauro Magatti: Etica civile nella modernità, Ed. Messaggero, Padua 2014.
- mit L. MAGESA (Ed.), The Catholic ethicist in the local church, Orbis Books, Maryknoll/NY 2018.
- mit Marinella Perroni (Ed.), Maschilità in questione, ERd. Queriniana, Brescia 2021.